# Vitrac (Puy-de-Dôme)
 Vitrac  es una población y comuna francesa, situada en la región de Auvernia, departamento de Puy-de-Dôme, en el distrito de Riom y cantón de Manzat.

## Demografía
| 342 | 347 | 301 | 284 | 307 | 319 |
| Para los censos de 1962 a 1999 la población legal corresponde a la población sin duplicidades (Fuente: INSEE [Consultar]) |     |     |     |     |     |